# Defibrillering
Defibrillering er en medicinsk procedure, der anvendes til at genoprette en normal hjerterytme hos patienter, der lider af alvorlige hjertearytmier, såsom ventrikulær fibrillation og ventrikulær takykardi. Hjertearytmier er unormale elektriske aktiviteter i hjertet, der kan føre til livstruende tilstande.

## Virkemåde
Defibrillering udføres ved at levere en kontrolleret elektrisk stød til hjertet ved hjælp af en defibrillator. Dette stød hjælper med at nulstille hjertets elektriske impulser og forhindre den kaotiske aktivitet, der kan føre til hjertestop.
En defibrillator består af elektroder, der placeres på patientens brystkasse. Disse elektroder registrerer hjertets elektriske aktivitet og bestemmer, om en stød er nødvendig. Hvis det er tilfældet, leveres en præcist målt elektrisk stød gennem elektroderne for at genoprette normal hjerterytme.

## Anvendelser af defibrillering
Defibrillering anvendes først og fremmest som en akut foranstaltning for at redde liv i tilfælde af pludselig hjertestop. Det kan udføres af sundhedspersonale, såsom paramedicinere, læger og sygeplejersker, samt af uddannede førstehjælpere og ofte i offentlige steder som lufthavne, indkøbscentre og sportssale, hvor offentlige defibrillatorer er tilgængelige.
Hurtig respons og defibrillering inden for få minutter efter hjertestoppet øger chancen for overlevelse.

## Risici og bivirkninger
Defibrillering er normalt en sikker procedure, men der er visse risici og bivirkninger, der kan opstå. Disse omfatter mulige forbrændinger på huden under elektroderne, muskelsammentrækninger og sjældent hjerteskader. Det er vigtigt at udføre proceduren korrekt og under medicinsk vejledning for at minimere risici.

## Konklusion
Defibrillering er en livreddende procedure, der spiller en afgørende rolle i behandlingen af hjertearytmier og hjertestop. Det er afgørende at uddanne både sundhedspersonale og offentligheden om korrekt brug af defibrillatorer for at forbedre overlevelseschancerne ved pludselige hjerteproblemer.

## Billeder
| - Symboler - Symbol med AED for Automatisk Ekstern Defibrillator - Svensk hjertestarter ved Sankt Nicolai kyrka, Örebro - Udendørs hjertestarterboks i Esbjerg |

| - Placering og øvelse med et AED-apparat - Elektroder til hjertestarter - Øvelse |